# Lista de telenovelas e séries do Caracol Televisión
Esta é uma lista de telenovelas e séries de televisão produzidos pelo Caracol Televisión.

## Lista de telenovelas e séries de Caracol Televisión

#### Década de 1970
| #  | Ano  | Produção               | Autoria             | Direção         |
| -- | ---- | ---------------------- | ------------------- | --------------- |
| 1  | 1972 | Teatro popular Caracol | Vários              | Vários          |
| 2  | 1975 | Manuela                | Eugenio Díaz Castro | Felipe González |
| 3  | 1977 | Gabriela               | -                   | -               |
| 4  | 1977 | Almas perdidas         | -                   | -               |
| 5  | 1978 | El diario de Ana Frank | -                   | -               |
| 6  | 1978 | Lejos del nido         | -                   | -               |
| 7  | 1979 | Un tal Bernabé Bernal  | -                   | -               |
| 8  | 1979 | Kundry                 | -                   | -               |
| 9  | 1979 | Teresa Valverde        | Jaime Botero Gómez  | -               |
| 10 | 1979 | Querido Andrés         | -                   | -               |

#### Década de 1980
| #  | Ano  | Produção                   | Autoria                     | Direção                   |
| -- | ---- | -------------------------- | --------------------------- | ------------------------- |
| 11 | 1980 | Andrea                     | -                           | -                         |
| 12 | 1981 | Su majestad el dinero      | -                           | -                         |
| 13 | 1981 | Sur verde                  | Maria Victoria de Restrepo  | Boris Roth                |
| 14 | 1981 | El secreto de la solterona | -                           | -                         |
| 15 | 1982 | La mala hierba             | -                           | -                         |
| 16 | 1982 | La bruja de las minas      | -                           | -                         |
| 17 | 1982 | La duda                    | -                           | -                         |
| 18 | 1982 | Flor de fango              | -                           | -                         |
| 19 | 1983 | El bazar de los idiotas    | -                           | -                         |
| 20 | 1983 | Las voces del silencio     | -                           | -                         |
| 21 | 1983 | Amarga verdad              | -                           | -                         |
| 22 | 1984 | Pero sigo siendo el rey    | David Sanchéz Juliao        | Martha Bossio de Martínez |
| 23 | 1984 | El Faraón                  | Luis Alberto Garcia         | Jaime Santos              |
| 24 | 1984 | La estrella de las Baum    | -                           | -                         |
| 25 | 1985 | Los impostores             | -                           | -                         |
| 26 | 1985 | Notas de sociedad          | -                           | -                         |
| 27 | 1985 | Por ti, Laura              | -                           | -                         |
| 28 | 1985 | Tuyo es mi corazón         | Julio César Luna            | -                         |
| 29 | 1986 | Marina de noche            | -                           | -                         |
| 30 | 1986 | Gallito Ramírez            | David Sanchéz Juliao        | Martha Bossio de Martínez |
| 31 | 1987 | San tropel                 | Ketty Cuello de Lizarazo    | Bernardo Romero Pereiro   |
| 32 | 1987 | El divino                  | Gustavo Álvarez Gardeazábal | -                         |
| 33 | 1988 | Caballo viejo              | Bernardo Romero Pereiro     | David Stivel              |
| 34 | 1988 | ¡Quieta, Margarita!        | Germán Santamarina          | Hilda Demner de la Zerda  |
| 35 | 1989 | Las Ibáñez                 | Martha Bossio               | Bernardo Romero Pereiro   |
| 36 | 1989 | Calamar                    | Bernardo Romero Pereiro     | Víctor Mallarino          |

#### Década de 1990
| #  | Ano  | Produção                    | Autoria                                                    | Direção                            |
| -- | ---- | --------------------------- | ---------------------------------------------------------- | ---------------------------------- |
| 37 | 1990 | Música maestro              | -                                                          | -                                  |
| 38 | 1990 | El carretero                | -                                                          | -                                  |
| 39 | 1991 | Escalona                    | Bernardo Romero Pereiro                                    | Sergio Cabrera                     |
| 40 | 1991 | La locha                    | -                                                          | -                                  |
| 41 | 1991 | Sombra de tu sombra         | -                                                          | -                                  |
| 42 | 1992 | La pantera                  | Vicente Sesso                                              | Juan Carlos Vilazimar              |
| 43 | 1992 | La 40, la calle del amor    | -                                                          | -                                  |
| 44 | 1992 | El último beso              | Luis Felipe Salamanca                                      | Sergio Cabrera                     |
| 45 | 1992 | La mujer doble              | Luis Felipe Salamanca                                      | Sergio Cabrera                     |
| 46 | 1992 | Pasiones secretas           | Humberto "Kiko" Olivieri                                   | Luis Fernando Ardilla              |
| 47 | 1993 | Detrás de un ángel          | Luz Marcela Santofimio                                     | Carlos Duplat                      |
| 48 | 1993 | Solo una mujer              | Luis Felipe Salamanca                                      | Magdalena La Rotta                 |
| 49 | 1994 | Candela                     | Darío García                                               | Juan Carlos Vilazimar              |
| 50 | 1994 | Tentaciones                 | Anita de Hoyos                                             | -                                  |
| 51 | 1994 | Soledad                     | Luis Felipe Salamanca                                      | Alfredo Tappan                     |
| 52 | 1994 | Alma de piedra              | Vicente Sesso                                              | Ernesto Franco                     |
| 53 | 1995 | Las ejecutivas              | Anita de Hoyos                                             | Magdalena La Rotta                 |
| 54 | 1995 | Leche                       | Bernardo Romero Pereiro                                    | Víctor Mallarino                   |
| 55 | 1995 | Flor de oro                 | Laura Restrepo                                             | Julio César Romero                 |
| 56 | 1995 | Hombres de honor            | -                                                          | Jairo Cañola                       |
| 57 | 1995 | La sombra del deseo         | Luis Felipe Salamanca                                      | Juan Carlos Vilazimar              |
| 58 | 1996 | Prisioneros del amor        | -                                                          | Julio César Romero                 |
| 59 | 1996 | Cartas de amor              | -                                                          | -                                  |
| 60 | 1997 | La mujer del presidente     | Mauricio Navas                                             | Magdalena La Rotta Armando Barbosa |
| 61 | 1997 | Juliana, ¡qué mala eres!    | -                                                          | Andrés Salgado                     |
| 62 | 1997 | La elegida                  | Manuel Díaz Gómez Carlos Griselas                          | Jorge Ali Triana                   |
| 63 | 1998 | ¡Ay cosita linda mamá!      | Martha Bossio                                              | -                                  |
| 64 | 1998 | Rosas del atardecer         | -                                                          | ´-                                 |
| 65 | 1998 | Dios se lo pague            | Luis Felipe Salamanca Diego García                         | Germán Porras Julio César Luna     |
| 66 | 1998 | Sin límites                 | -                                                          | -                                  |
| 67 | 1998 | Héroes del turno            | Paola Andrea Cázares López                                 | Alí Humar                          |
| 68 | 1998 | El amor és mas fuerte       | Iván Zulunga Adriana Barreto Marco Antonio López Salamanca | Rodolfo Hoyos                      |
| 69 | 1998 | La dama del pantano         | -                                                          | Luis Alberto Restrepo              |
| 70 | 1998 | Los Gil                     | -                                                          | -                                  |
| 71 | 1999 | Padres y hijos              | -                                                          | Roberto Leyes Toledo               |
| 72 | 1999 | Marido y mujer              | Jorg Hiller Ana María Perea Luis González                  | Andrés Marroquín                   |
| 73 | 1999 | Alejo, la búsqueda del amor | -                                                          | Julio César Luna                   |
| 74 | 1999 | La guerra de las Rosas      | Luis Felipe Salamanca Dago Gárcia                          | Mario González                     |
| 75 | 1999 | Julius                      | Luis Felipe Salamanca Dago Gárcia                          | Rodolfo Hoyos                      |
| 76 | 1999 | La caponera                 | Carlos Fernández De Soto Ana F. Martinez                   | Carlos Duplat David Posada         |

#### Década de 2000
| #   | Ano  | Produção                              | Autoria | Redação                                   |
| --- | ---- | ------------------------------------- | --- | ----------------------------------------- |
| 77  | 2000 | La reina de Queens                    | - | -                                         |
| 78  | 2000 | Se armó la gorda                      | - | Andrés Salgado Noé Salazar                |
| 79  | 2000 | La baby sister                        | Ana María Londoño Jörg Hiller Camila Misas | Juan Pablo Posada Andrés Marroquín        |
| 80  | 2000 | Rauzán                                | Felipe Pérez Julio Jiménez | Agustín Restrepo Juan Pablo Posada        |
| 81  | 2000 | Traga maluca                          | David Sanchéz Juliao | Armando "Rambo" Posadas                   |
| 82  | 2001 | Amantes del desierto                  | Humberto "Kiko" Olivieri | David Posada Agustín Restrepo             |
| 83  | 2001 | Pedro, el escamoso                    | Luis Felipe Salamanca Dago Garcia | Juan Carlos Vilazimar                     |
| 84  | 2001 | Amor a mil                            | Natalia Ospina Andrés Salgado | Harold Trompetero Sergio Osorio           |
| 85  | 2001 | Luzbel está de visita                 | Julio Jiménez | Armando Barbosa                           |
| 86  | 2001 | Historia de hombres solo para mujeres | Julio Camilo Ferrand | Jaime Escallón                            |
| 87  | 2002 | Siete veces Amada                     | Bernardo Romero Pereiro | Magdalena La Rotta                        |
| 88  | 2002 | María Madrugada                       | Luis Felipe Salamanca Dago García | Mario González                            |
| 89  | 2002 | Mi pequeña mamá                       | Humberto "Kiko" Olivieiri | Agustín Restrepo Aurelio Valcárcel Caroll |
| 90  | 2002 | La venganza                           | Humberto "Kiko" Olivieiri | David Posada                              |
| 91  | 2002 | Pecados capitales                     | Luis Felipe Salamanca Dago García | Juan Camilo Pinzón                        |
| 92  | 2003 | Sofía dame tiempo                     | Luis Felipe Salamanca Dago García | Sergio Osorio Santiago Vargas             |
| 93  | 2003 | La jaula                              | Andrés Huertas Motta Andrés Salgado Paola Andrea Arias | César Camigniani                          |
| 94  | 2003 | Como Pedro por su casa                | - | -                                         |
| 95  | 2003 | Ángel de la guarda, mi dulce compañia | Luis Felipe Salamanca Dago García | Diego Mejía                               |
| 96  | 2003 | Pasión de gavillanes                  | Julio Jiménez | Hugo León Ferrer Andrés Santamarina       |
| 97  | 2003 | El auténtico Rodrigo Leal             | Ana María Londoño Leopoldo Vanegas Rita Paba Rafael Noguera Horacio Marshall                                                                                                 | Andrés Marroquín Juan Pablo Posada        |
| 98  | 2004 | Prisionera                            | Humberto "Kiko" Olivieri | Nicolás DiBiasi                           |
| 99  | 2004 | Mesa para tres                        | Jörg Hiller Claudia Sánchez Rafael Rojas | Armando Barbosa                           |
| 100 | 2004 | El vuelo de la cometa                 | - | -                                         |
| 101 | 2004 | Luna, la heredera                     | María Euguenio Argomedo | Juan Carlos Vilamizar                     |
| 102 | 2004 | Séptima puerta                        | Ruth Viasús Ricardo Saldarriaga Pedro Silva | Isabel Cristina Martínez                  |
| 103 | 2004 | Te voy a enseñar a querer             | Socorro González Ocampo | Agustín Restrepo Mauricio Cruz            |
| 104 | 2004 | La saga, negocio de família           | Dario Alberto Dago García | Juan Carlos Vilamizar                     |
| 105 | 2004 | Casados con hijos                     | Michael G. Moye Ron Leavitt | Ramiro Meneses                            |
| 106 | 2004 | Dora, la celadora                     | Luis Felipe Salamanca | Juan Camilo Pinzón Santiago Vargas        |
| 107 | 2004 | La mujer en el espejo                 | Consuelo Garrido | Rodolfo Hoyos                             |
| 108 | 2005 | El baile de la vida                   | Dago García Paola Andrea Cázares López Paola Andrea Arias Páez Jhonny Ortiz Alarcón                                                                                          | Anselmo Calvo                             |
| 109 | 2005 | Vuelo 1503                            | Adriana Barreto Juan Andrés Granados Héctor Rodríguez Paola Andrea Cázares López                                                                                             | William González                          |
| 110 | 2005 | La tormenta                           | Humberto "Kiko" Olivieri | Agustín Restrepo Mauricio Cruz            |
| 111 | 2005 | Por amor a Glória                     | Jorg Hiller Rafael Rojas Gerardo Pinzón Claudia F. Sánchez | Luis Orjuela Germán Porras                |
| 112 | 2005 | Decisiones                            | Aurelio Valcárcel Carrol | -                                         |
| 113 | 2006 | Don Roque papa buena                  | - | -                                         |
| 114 | 2006 | La ex                                 | Luis Felipe Salamanca | Germán Porras                             |
| 115 | 2006 | Divinas tentaciones                   | - | -                                         |
| 116 | 2006 | Amores cruzadas                       | Feliciano Torres Dago García | Martín Luna                               |
| 117 | 2006 | Criminal                              | - | Diego Mejía                               |
| 118 | 2006 | Buscando el cielo                     | - | -                                         |
| 119 | 2006 | Sin tetas no hay paraíso              | Gustavo Bolívar | Luis Alberto Restrepo                     |
| 120 | 2006 | Tu voz estéreo                        | Daniel Bautista | -                                         |
| 121 | 2006 | La diva                               | Jorge Hiller Claudia F. Sánchez M | Anselmo Calvo Olga Lucia Rodríguez        |
| 122 | 2006 | ¿Quién manda a quién?                 | - | -                                         |
| 123 | 2006 | Las profesionales, a su servicio      | Daniella Castagno | William González                          |
| 124 | 2006 | El engaño                             | María Jose Ferreiro | Andrés Marroquín                          |
| 125 | 2007 | El Zorro: la espada y la rosa         | Humberto "Kiko" Olivieri | Agustín Restrepo                          |
| 126 | 2007 | El ventillador                        | Claudia Neira Juan Manuel Maldonado Gina Sanchez Fetiva | Daniel Bautista                           |
| 127 | 2007 | Pocholo                               | Luis Felipe Salamanca | Diego Mejía                               |
| 128 | 2007 | Nadie es eterno en el mundo           | Anita de Hoyos | Germán Porras                             |
| 129 | 2007 | Nuevo rico, nuevo pobre               | Jörg Hiller Claudia Sánchez Rafael Rojas | Andrés Marroquín                          |
| 130 | 2007 | Sobregiro de amor                     | - | William González                          |
| 131 | 2007 | Montecristo                           | Alejandro Dumas Paola Andrea Cázares López Paola Andrea Arias Páez | Germán Porras                             |
| 132 | 2007 | El hijo del pecado                    | Bernardo Romero Pereiro Jimena Romero Henríquez Delia Fiallo Dago García Rossana Negrín Valentina Párraga Luis Felipe Salamanca Jörg Hiller Marcela Citterio Leonardo Padrón | -                                         |
| 133 | 2008 | ¿Quién amará a María?                 | - | -                                         |
| 134 | 2008 | El cartel                             | Andrés López López | Luis Alberto Restrepo                     |
| 135 | 2008 | La quiero a morrir                    | Luis Felipe Salamanca Andrés Huertas Mauricio Barreto Sandra Morato | Juan Vázquez                              |
| 136 | 2008 | Vecinos                               | Carlos Fernández de Soto Ana Fernanda Martínez Andrea López Jaramillo José Fernando Pérez                                                                                    | -                                         |
| 137 | 2008 | Oye bonita                            | - | -                                         |
| 138 | 2009 | Bermúdez                              | Dago García | Andrés Marroquín Gabriel Caslimas         |
| 139 | 2009 | Gabriela, giros del destino           | - | Daniel Bautista Juan Carlos Salgado       |
| 140 | 2009 | Las muñecas de la mafia               | Juan Camilo Ferrand Andrés López | Luis Alberto Restrepo                     |
| 141 | 2009 | La bella Ceci y el prudente           | César Betancourt Adriana Barreto Héctor Rodríguez | -                                         |

#### Década de 2010
| #   | Ano  | Produção                       | Autoria                                                                                   | Direção                                                |
| --- | ---- | ------------------------------ | ----------------------------------------------------------------------------------------- | ------------------------------------------------------ |
| 142 | 2010 | El encantador                  | César Betancur Perla Ramírez Gonzalo Valderrama                                           | -                                                      |
| 143 | 2010 | El clon                        | Hugo León Ferrer Glória Perez                                                             | Roberto Spolleto                                       |
| 144 | 2010 | Los caballeros prefiren brutas | Julio Cabello Marlon Quintero Rosa Clemente García Claudia Sánchez Jorge Hiller           | Carlos Moreno                                          |
| 145 | 2010 | Yo no te pido la luna          | Mauricio Barreto Andrés Huerta                                                            | William González                                       |
| 146 | 2010 | Bella calamidades              | Julio Jiménez                                                                             | Rodolfo Hoyos                                          |
| 147 | 2010 | La diosa coronada              | Juan Camilo Ferrand                                                                       | Miguel Varoni                                          |
| 148 | 2011 | La teacher de inglés           | Dago García                                                                               | André Marroquín Unai Amuchástegui Víctor Cantillo      |
| 149 | 2011 | Amar y temer                   | Dago García                                                                               | Germán Porras Andrés Biermann                          |
| 150 | 2011 | La bruja                       | Germán Castro Caycedo                                                                     | Luis Alberto Restrepo                                  |
| 151 | 2011 | El secretario                  | Jörg Hiller Claudia F. Sánchez Catalina Coy                                               | Juan Camilo Pinzón                                     |
| 152 | 2011 | Infiltrados                    | Juan Andrés Granados Paola Cázares                                                        | William González                                       |
| 153 | 2011 | Primera dama                   | Karen Rodríguez                                                                           | Asier Aguillar                                         |
| 154 | 2012 | El laberinto                   | Dário Venegas                                                                             | Jaime Osório Marquéz                                   |
| 155 | 2012 | Escobar, el patrón del mal     | Juana Uribe Camilo Cano Gabriel Klement                                                   | Carlos Moreno                                          |
| 156 | 2012 | Rafael Orrozco, el ídolo       | Diva Jessurum                                                                             | Andrés Marroquín Unai Amuchástegui                     |
| 157 | 2013 | La hipocondríaca               | Ana María Parra Vásquez Catalina Coy                                                      | Juan Camilo Pinzón Juan Carlos Delgado Víctor Cantillo |
| 158 | 2013 | El Señor de los Cielos         | Luis Zelkowicz Mariano Calasso                                                            | Andés López Loópez                                     |
| 159 | 2013 | 5 viudas sueltas               | Juan Uribe                                                                                | Luis Alberto Restrepo                                  |
| 160 | 2013 | La Madame                      | Nubia Barreto                                                                             | Alejandro Bazzano                                      |
| 161 | 2013 | Mentiras perfactas             | Claudia Fernanda Sanchéz                                                                  | Andrés Marroquín María Cecilia Vásquez                 |
| 162 | 2014 | La ronca de oro                | Gerardo Pinzón                                                                            | Klych López                                            |
| 163 | 2014 | La viuda negra                 | Yesmer Uribe                                                                              | Alejandro Lozano William González                      |
| 164 | 2014 | La suegra                      | Héctor Rodríguez                                                                          | Ana Fernanda Martínez                                  |
| 165 | 2014 | Matástasis                     | Andrés Baíz                                                                               | Andy Baiz Andrés Birman                                |
| 166 | 2014 | Fugitivos                      | Clara María Ochoa                                                                         | Klych López                                            |
| 167 | 2014 | El Chivo                       | Humberto "Kiko" Olivieri                                                                  | Mario Vargas Llosa                                     |
| 168 | 2015 | Tiro de gracia                 | -                                                                                         | Andrés Marroquín                                       |
| 169 | 2015 | La tusa                        | Juan Taratuto                                                                             | Carlos Moreno                                          |
| 170 | 2015 | Dulce amor                     | Enrique Estevanez                                                                         | Santiago Vargas Alejandro Vasquely                     |
| 171 | 2015 | Laura, la santa colombiana     | Marisol Galindo                                                                           | Juan Camilo Pinzón                                     |
| 172 | 2015 | Hermanitas calle               | César Betancourt                                                                          | Asier Aguilar                                          |
| 173 | 2016 | Sinú, río de pasiones          | -                                                                                         | Andrésa Marroquín                                      |
| 174 | 2016 | La esclava blanca              | Juliana Barrera Andrés Burgos Said Chamie Eduardo Galdo María Helena Porta Clauda Sánchez | Liliana Bocanegra                                      |
| 175 | 2016 | El tesoro                      | -                                                                                         | Luis Orjuela                                           |
| 176 | 2016 | La niña                        | Juana Uribe                                                                               | Camillo Vega                                           |
| 177 | 2016 | Cuando vivas conmigo           | -                                                                                         | -                                                      |
| 178 | 2017 | Polvo carnavalero              | Dago García                                                                               | Juan Camilo Pinzón                                     |
| 179 | 2017 | Alias J.J.                     | Gerardo Pinzón Andrés Ramírez Catalina Coy Johnny Ortiz Jorg Hiller                       | Luis Alberto Restrepo                                  |
| 180 | 2017 | Los Morales                    | Arleth Castillo Adelaida Otálora Erik King Juan Sebastián Castillo                        | Jaime Rayo                                             |
| 181 | 2017 | La nocturna                    | Ana María Parra Gonzalo Vivanco                                                           | Diego Guarnizo                                         |
| 182 | 2017 | La Cacica                      | Adolfo Sanjuanello                                                                        | André Marroquín                                        |
| 183 | 2017 | Tarde lo conocí                | Juana Uribe                                                                               | Ana Piñeres                                            |
| 184 | 2018 | La mama del 10                 | Héctor Rodríguez Alejandro Torres                                                         | Andrés Marroquín Cacelia Vázquez                       |
| 185 | 2018 | La reina del flow              | Claudia Sanchéz Said Chaime                                                               | Andrés Salgado                                         |
| 186 | 2018 | Loquito por ti                 | Carlos Fernández Soto Ana Fernanda Martínez                                               | Manuel Pañaloza                                        |
| 187 | 2019 | El Bronx                       | Gustavo Bolívar                                                                           | Sergio Osorio                                          |
| 189 | 2019 | La gloria de Lucho             | Juan Andrés Granados Gerardo Pinzón                                                       | Olga Lucía Rodríguez Luis Carlos Sierra                |
| 190 | 2019 | Un bandido honrado             | Juan Manuel Cáseres                                                                       | Andrés Marroquín                                       |
| 191 | 2019 | Bolívar                        | Juana Uribe                                                                               | Luis Alberto Restrepo                                  |
| 192 | 2019 | La ley secreta                 | Jhonny Ortiz Adriana Barreto Karen Rodríguez Claudia Sánchez Said Chamie                  | Jhonny Ortiz                                           |

#### Década de 2020
| #   | Ano  | Produção                             | Autoria                         | Direção       |
| --- | ---- | ------------------------------------ | ------------------------------- | ------------- |
| 193 | 2020 | Amar y vivir                         | Germán Escallon                 | Nubia Barreto |
| 194 | 2020 | La venganza de Analía                | Camilo Vega Luis Eduardo Sierra | Camilo Vega   |
| 195 | 2020 | La reina de Indias y el conquistador |                                 |               |
| 196 | 2021 | El Cartel de los Sapos: el origen    |                                 |               |
| 197 | 2022 | Arelys Henao                         |                                 |               |
| 198 | 2022 | Las Villamizar                       |                                 |               |
| 199 | 2022 | El rey, Vicente Fernández            |                                 |               |
| 200 | 2022 | Entre sombras                        |                                 |               |
| 201 | 2023 | Los Medallistas                      |                                 |               |
| 202 | 2023 | La primera vez                       |                                 |               |
| 203 | 2023 | Ventino: El precio de la gloria      |                                 |               |
| 204 | 2023 | Romina poderosa                      |                                 |               |
| 205 | 2023 | Paraíso blanco                       |                                 |               |
| 206 | 2023 | La influencer                        |                                 |               |
| 207 | 2024 | Devuélveme la vida                   |                                 |               |